# B5 (sittvagn)
B5, tidigare Bo5, är en typ av personvagn (sittvagn) för andra klass som används vid de svenska järnvägarna. Vagnstypen är av 1960-talstyp och tillverkades av Kockums Mekaniska Verkstad (KMV) och AB Svenska Järnvägsverkstäderna (ASJ) för Statens Järnvägar 1961–1967. SJ började slopa typen 2004 och de sista togs ur reguljär trafik i januari 2006. Fyra vagnar hade dock vid bolagiseringen tillfallit Affärsverket Statens Järnvägar dessa såldes 2007 till Netrail som tidigare hyrde ut dem till Veolia Transport som använde dem mellan Stockholm och Malmö. Vagnarna har en tjänstekupé, fyra kupéer och två salonger.

## Varianter
B5 har ombyggts till flera olika varianter, främst B5B, B5K och B5N. Det fanns också en annan variant vid leveransen: Bo5b
| Littera | Beskrivning                      | Antal | Status        |
| ------- | -------------------------------- | ----- | ------------- |
| Bo5b    | Barnkupé                         | 30st  | Ingen uppgift |
| B5B     | Biljettstämplingsmaskin          | 4st   | Slopade       |
| B5K     | Anpassad för trafik till Danmark | 13st  | Slopade       |
| B5N     | Anpassad för trafik till Norge   | 3st   | Slopade       |